# 加賀市消防本部
加賀市消防本部（かがししょうぼうほんぶ）は、石川県加賀市の消防部局（消防本部）である。管轄区域は加賀市全域。

## 概要
- 消防本部：加賀市弓波町257
- 管内面積：306.00km2
- 職員定数：114人（2020年4月1日時点[1]）
- 消防署1か所、分署4か所
- 主力機械（2006年4月1日時点）
  - 普通消防ポンプ自動車：5
  - 水槽付消防ポンプ自動車：3
  - はしご付消防自動車：1
  - 化学消防自動車：1
  - 高規格救急自動車：4
  - 救助工作車：1
  - 指揮車：1
  - その他：13

## 沿革
- 1955年4月1日　山中町消防本部を設置する。
- 1958年4月1日　加賀市消防本部を設置する。
- 1980年10月17日　加賀市消防本部、消防本部庁舎竣工。
- 2005年10月1日　加賀市と江沼郡山中町が新設合併し、新たな加賀市が発足する。
  - 加賀市消防本部と山中町消防本部を統合し、新たな加賀市消防本部を設置する。山中町消防署は山中分署となり、1本部1署4分署体制となる。

## 組織
- 本部－消防総務課、予防課、警防課
- 消防署

## 消防署
| 消防署       | 住所      | 分署                                                                                        |
| ------------ | --------- | ------------------------------------------------------------------------------------------- |
| 加賀市消防署 | 弓波町257 | 大聖寺：大聖寺南町ニ41 片山津：源平町51 山代：山代温泉北部1-94 山中：山中温泉西桂木町ヌ17-2 |